# Urban Meyer

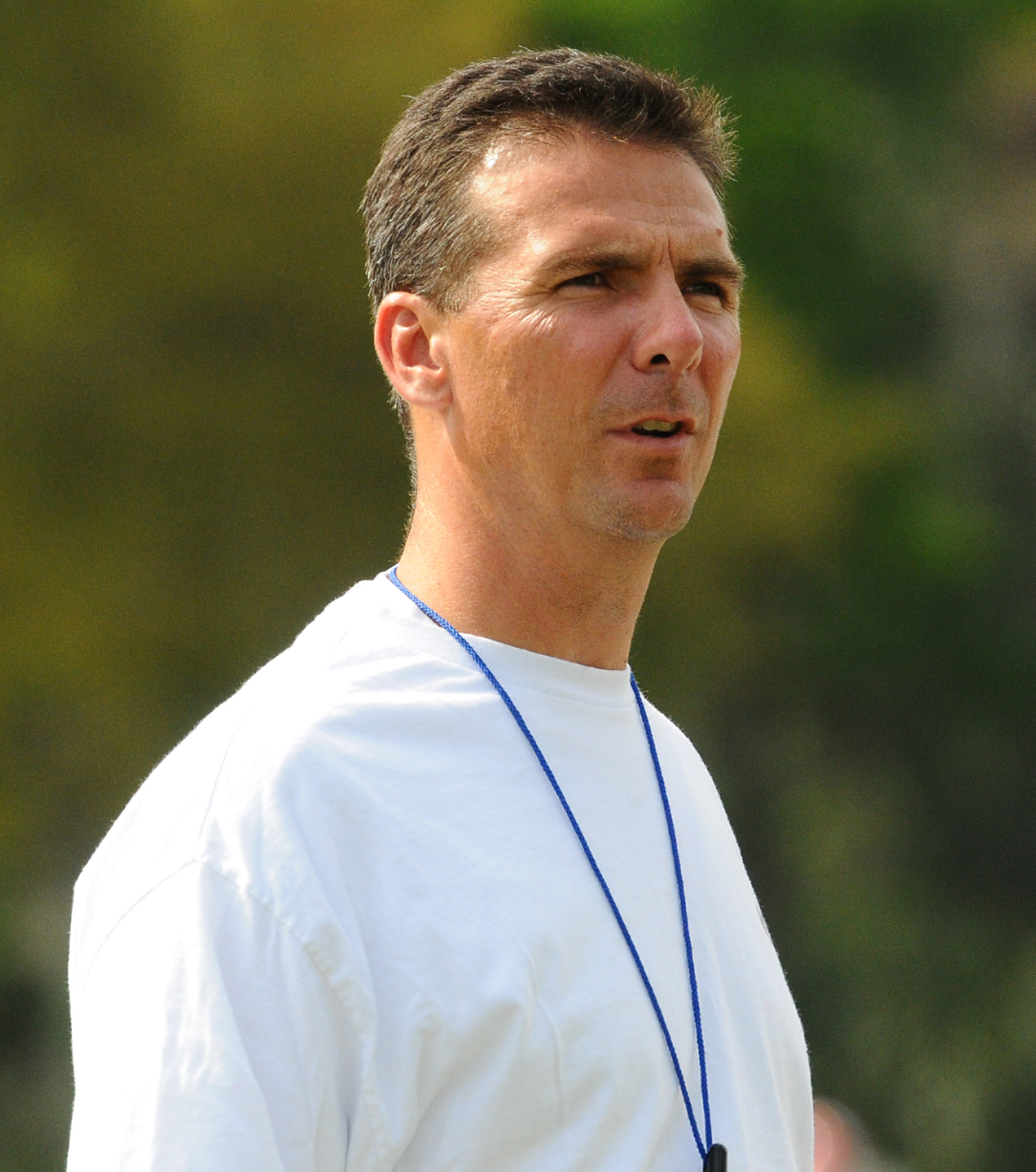
Urban Meyer, 2008

Urban Frank Meyer (* 10. Juli 1964 in Toledo, Ohio) ist ein amerikanischer Trainer und ehemaliger Spieler im Bereich des College Football. Er fungierte von November 2011 bis Januar 2019 als Cheftrainer der Ohio State Buckeyes, nachdem er zuvor von 2005 bis 2010 in gleicher Position an der University of Florida sowie 2003/2004 an der University of Utah und 2001/2002 an der Bowling Green State University tätig war.
Mit den Ohio State Buckeyes gewann er den in der Saison 2014 als Playoff-Halbfinale ausgetragenen Sugar Bowl und anschließend auch das Playoff-Finale um die Landesmeisterschaft, sowie 2015 den Fiesta Bowl, 2017 den Cotton Bowl Classic und 2018 den Rose Bowl. Darüber hinaus konnte er mit den Florida Gators in den Spielzeiten 2006 und 2008 zweimal das BCS National Championship Game und damit die nationale Meisterschaft sowie in der Saison 2009 den Sugar Bowl gewinnen. Mit den Utah Utes errang er zudem in der Saison 2004 den Fiesta Bowl.
Er zählt im College Football zu den erfolgreichsten Trainern der Gegenwart und wurde 2009 von den Zeitungen  Sports Illustrated und Sporting News jeweils zum Trainer des Jahrzehnts gewählt.
Im Jahr 2021 übernahm Meyer den Posten als Head Coach der Jacksonville Jaguars in der National Football League (NFL), wurde jedoch nach 13 von 17 Spielen entlassen.

## Leben

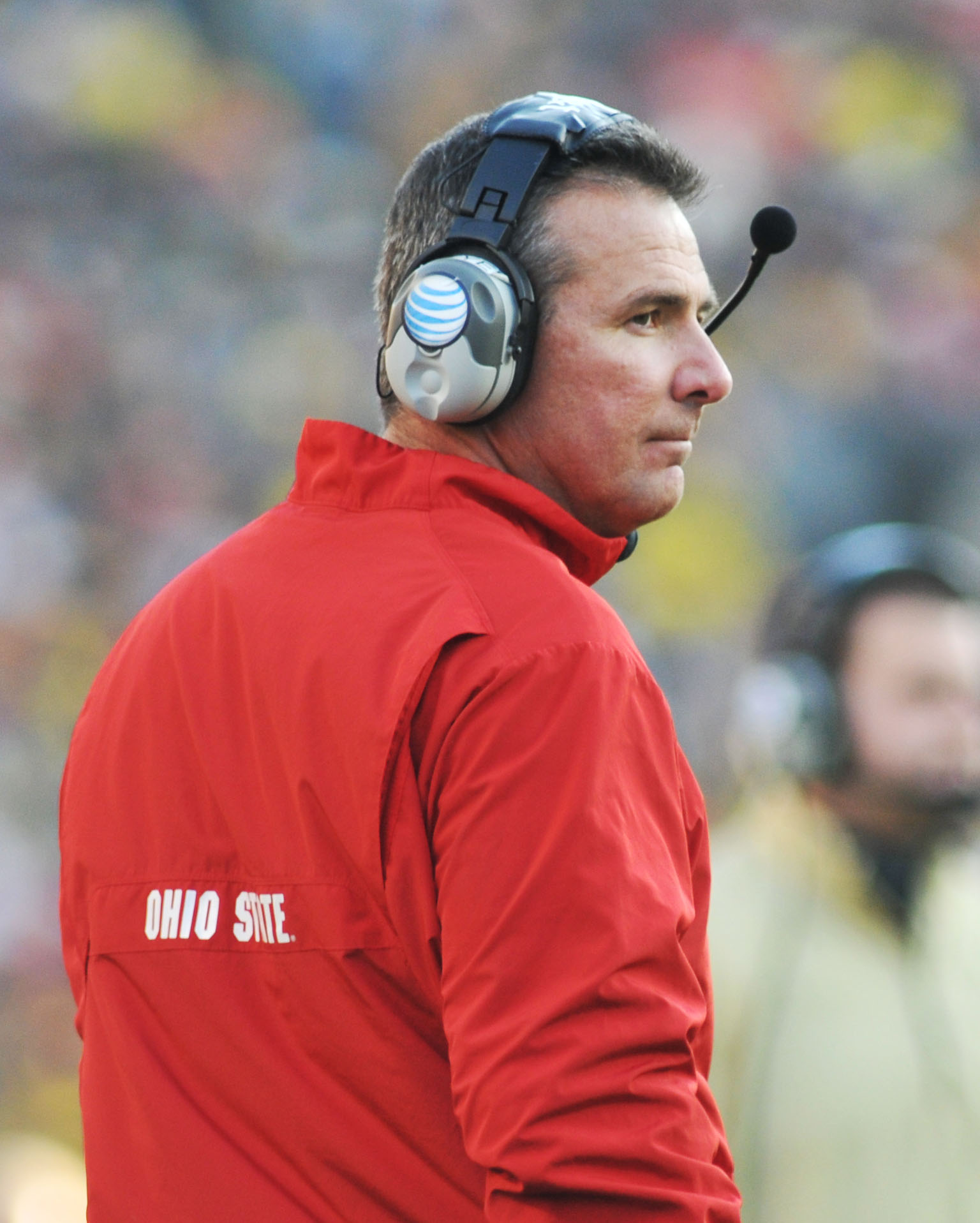
Urban Meyer, 2013

Urban Meyer wurde 1964 in Toledo geboren. Seine Mutter war 1949 im Alter von 13 Jahren aus der DDR geflohen. Nach dem Abschluss der High School in Ashtabula wurde er 1982 im MLB Draft von den Atlanta Braves verpflichtet, bei denen er zwei Spielzeiten lang im Minor-League-Bereich Baseball spielte. Anschließend ging er an die University of Cincinnati, wo er von 1983 bis 1986 als Defensive Back College Football spielte und 1986 einen Bachelor-Abschluss in Psychologie erlangte. Zwei Jahre später erwarb er an der Ohio State University, an der er von 1986 bis 1988 die Tight Ends beziehungsweise die Wide Receiver trainierte, einen Master in Sportverwaltung.
Weitere Stationen seiner Trainerlaufbahn waren in den Jahren 1988/1989 die Illinois State University (Linebacker und Quarterbacks/Wide Receiver), von 1990 bis 1995 die Colorado State University (Wide Receiver) und von 1996 bis 2000 die University of Notre Dame (Wide Receiver). An der Bowling Green State University erhielt er im Jahr 2001 seine erste Anstellung als Head Coach. Zwei Jahre später wechselte er auf die gleiche Stelle an die University of Utah, an der 2005 Kyle Whittingham zu seinem Nachfolger ernannt wurde, nachdem Urban Meyer zuvor zum Head Coach der University of Florida ernannt wurde.
Am 26. Dezember 2009 trat er aufgrund von gesundheitlichen Problemen zunächst von dieser Position zurück, einen Tag später gab er jedoch seinen Verbleib bekannt. Anschließend ließ er sich bis Mitte März 2010 freistellen, um dann wieder das Training der Mannschaft zu übernehmen. Er erklärte jedoch am 8. Dezember 2010 unter Angabe familiärer Gründe erneut seinen Rücktritt und war danach für den Sportsender ESPN tätig. Im November 2011 wurde er zum Cheftrainer der Football-Mannschaft der Ohio State University ernannt. Nach sieben Spielzeiten zog er sich Anfang Dezember 2018, erneut aus gesundheitlichen Gründen, mit Wirkung zum Januar 2019 von dieser Position zurück.
Mit einem Grundgehalt von 6,4 Millionen US-Dollar pro Jahr, fest vereinbarten Gehaltserhöhungen während der weiteren Vertragslaufzeit bis 2020 sowie verschiedenen erfolgsabhängigen Prämien und anderen Zusatzleistungen zählte er bis zu seinem Rückzug zu den bestbezahlten Trainern im Bereich des College Footballs. Sein Vertrag an der University of Florida, der zuletzt im August 2009 und damit wenige Monate vor seinem Rücktritt verlängert wurde, basierte auf einem jährlichen Grundgehalt von vier Millionen US-Dollar, nach zuvor 3,25 Millionen US-Dollar pro Jahr seit 2007.
Am 14. Januar 2021 gaben die Jacksonville Jaguars Meyer als ihren neuen Head Coach bekannt. Zuvor hatten die Jaguars unter Doug Marrone die Saison 2020 mit einem Sieg und 15 Niederlagen als schlechtestes Team beendet. Nach dreizehn Spielen, von denen elf verloren wurden, wurde er am 15. Dezember 2021 entlassen.
Urban Meyer ist praktizierender Katholik. Er ist verheiratet und Vater von einem Sohn und zwei Töchtern.

## Sportliche Erfolge und Auszeichnungen

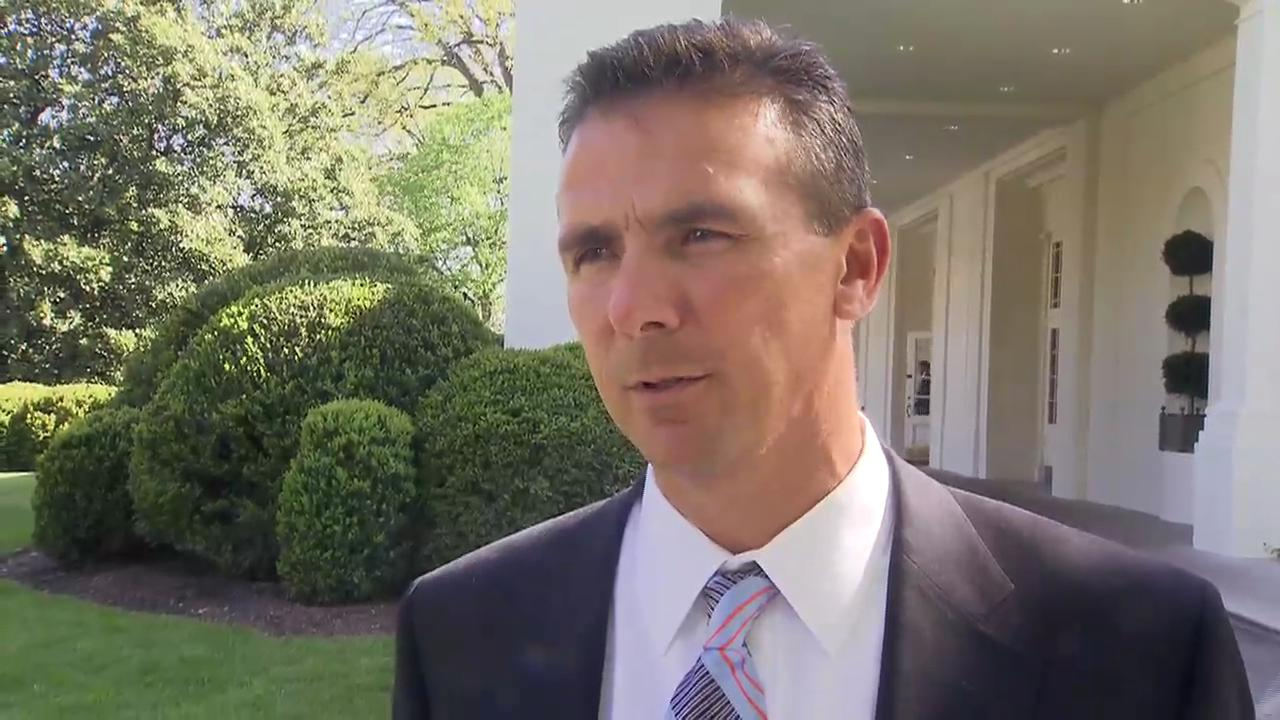
Urban Meyer, 2009

Urban Meyer gewann mit den Ohio State Buckeyes in der Saison 2014 die Meisterschaft der Big Ten Conference sowie das im Rahmen des Sugar Bowls ausgetragene Playoff-Halbfinale und anschließend das Playoff-Finale um die Landesmeisterschaft (College Football Playoff National Championship). Ein Jahr später verfehlte die Mannschaft die Teilnahme am Playoff um die Meisterschaft, siegte aber im Fiesta Bowl. Im Jahr 2016 erreichte er mit der Mannschaft das College Football Playoff, das Team verlor allerdings den als Halbfinale ausgetragenen Fiesta Bowl. Im folgenden Jahr gewann das Team erneut die Conference-Meisterschaft der Big Ten und anschließend auch den Cotton Bowl Classic. In seiner letzten Saison als Trainer der Ohio State Buckeyes konnte das Team 2018/2019 den Conference-Titel verteidigen und zudem den Rose Bowl gewinnen.
Mit den Florida Gators konnte er in den Spielzeiten 2006 und 2008 zweimal das BCS National Championship Game um die nationale Meisterschaft sowie in beiden Jahren auch die Meisterschaft der Southeastern Conference gewinnen. In der Saison 2009 siegte er mit den Florida Gators außerdem im Sugar Bowl. Tim Tebow, Quarterback der Gators von 2006 bis 2010, wurde unter Urban Meyer 2007 mit der Heisman Trophy sowie 2007 und 2008 mit dem Maxwell Award ausgezeichnet.
Darüber hinaus errang Urban Meyer mit den Utah Utes der University of Utah in den Spielzeiten 2003 und 2004 die Meisterschaft der Mountain West Conference sowie in der Saison 2004 auch den Fiesta Bowl. Damit gelang ihm als erstem Trainer in der Geschichte der Bowl Championship Series (BCS) ein Sieg in einem BCS-Bowl-Spiel mit einer Mannschaft, die nicht aus einer zur BCS gehörenden Conference stammt. Für diese Leistung wurde er 2004 von mehreren Organisationen zum Trainer des Jahres gewählt und mit verschiedenen anderen Auszeichnungen gewürdigt. Auf Conference-Ebene wurde er sowohl in der Mid-American Conference (2001) für sein Wirken bei den Bowling Green Falcons, mit denen er 2001 die höchste Leistungssteigerung im Vergleich zur Vorsaison aller Mannschaften in der National Collegiate Athletic Association erreichte, als auch in der Mountain West Conference (2003 und 2004) für seine Tätigkeit bei den Utah Utes als Trainer des Jahres ausgezeichnet.
Mit insgesamt drei gewonnenen Landesmeisterschaften und sieben Conference-Meisterschaften zählt er damit zu den erfolgreichsten College-Football-Trainern der Gegenwart. Er ist neben Nick Saban einer von zwei Trainern in der Geschichte des College-Footballs, die mit zwei verschiedenen Mannschaften die nationale Meisterschaft gewinnen konnten.